# Церковь Космы и Дамиана (Барышье)
Церковь Космы и Дамиана (Козьмы и Демьяна) — храм Брянской епархии Русской православной церкви, расположенный в селе Барышье Брянского района Брянской области.

## История
В начале XVII века в писцовых книгах царя Михаил Фёдоровича и патриарха Филарета упоминается Космодамианская церковь под Брянском, разграбленная «литовскими людьми». В 1744 году помещик Пётр Афанасьевич Бахтин построил новую деревянную церковь во имя святых бессребреников Космы и Дамиана, с приделом во имя Алексия, митрополита Московского. К 1820-х годам этот храм сильно обветшал и вместо него помещиком Михаилом Петровичем Бахтиным в 1829—1834 годах построил современный каменный храм.
В советское время храм закрыли. Со временем здание пришло в полуразрушенное состояние. В 2011 году община Брянского Тихвинского храма начала возрождение церкви. 29 августа 2016 года митрополит Брянский и Севский Александр совершил первую после закрытия храма литургию и освятил восстановленный памятник генерал-майору М. П. Бахтину.

## Архитектура
Церковь принадлежит к стилю ампир (поздний классицизм), бесстолпный, построен из кирпича. Наружные стены были оштукатурены. К основному объёму храма с запада примыкает квадратная в плане трапезная, соединённая с трёхъярусной колокольней, а с востока — полукруглая алтарная апсида. На основном объёме расположен массивный цилиндрический барабан с куполом, увенчанным главой.
Рядом с храмом находится могила М. П. Бахтина (1763—1838) на которой установлен его бронзовый бюст.